# Cultellus belcheri
Cultellus belcheri is een tweekleppigensoort uit de familie van de Pharidae. De wetenschappelijke naam van de soort is voor het eerst geldig gepubliceerd in 1874 door G.B. Sowerby II.